# 奥友沙絢
奥友 沙絢（おくとも さあや、12月22日 - ）は、日本の女性声優。岩手県出身。81プロデュース所属。

## 人物
方言は南部弁。
趣味・特技は舞台鑑賞、ダンス。

## 出演

### テレビアニメ
2020年
- デュエル・マスターズ キング（女の子B、チュリスB）

2021年
- アイドールズ!（新人アイドルD）
- アイ★チュウ（観客F）

2022年
- ありふれた職業で世界最強 2nd season（教会教徒）
- アイドリッシュセブン Third BEAT!（女性C）

2023年
- 弱虫ペダル LIMIT BREAK（観客）

2024年
- BEYBLADE X（女子）
- 歴史に残る悪女になるぞ（アンナ）
- 戦国妖狐 千魔混沌編（雪女〈せつ〉）

2025年
- 宇宙人ムームー（同級生、女子大生、女子学生、女友達、園子の友人 他）

### Webアニメ
- パワフルプロ野球 パワフル高校編（2021年、女子生徒）

### ゲーム
- 城姫クエスト（玉縄城、杉山城）
- ハリー・ポッター:魔法の覚醒（2023年、ウィラ・ウィホルト）

### ドラマCD
- THE IDOLM@STER MILLION THE@THER WAVE 13 TintMe!（女性）
- さんかく窓の外側は夜 ドラマCD vol．5（玲菜、女A）

### 吹き替え

#### 映画
- 悪魔は見ていた（アナウンサー 他）
- ヒットマン エージェント:ジュン（ガヨン）
- ボルケーノ・パーク（チアワイ）
- マイ・ニューヨーク・ダイアリー（レイチェル）
- レディ・アロー（サラ・マシューズ）

#### ドラマ
- 科学ファミリー ラボラッツ（エスワン）
- ギャップ・ザ・シリーズ（ソン）
- 浪漫ドクター キム・サブ2（ユン・アルム、シム・ヘジン）

#### テレビ番組
- ウソつきはどっち!?（ジェイラ）

#### アニメ
- アイドルプリンセス★ロリロック
- インサイド・ヘッド2（先輩）
- きかんしゃトーマス（アシマ）
- ゴースト&モリー（キャット 他）
- プリンセス・パワー（リタ）

### ラジオ
- 羽多野渉と古賀葵 コエ×コエ（アシスタント）

### ラジオドラマ
- 君は優しい流星群（小学生のリュウイチ）
- Hello,One Love～ひかりとみらい（ひかり、みらい）

### オーディオブック
- こうして彼は屋上を燃やすことにした（小夏、ソラ 他）

### その他コンテンツ
- YouTube YouTubeチャンネル『What 声 You?』 アイドールズプロジェクト サム（チームコスモス）